# Felimida ghanensis
Felimida ghanensis is een slakkensoort uit de familie van de Chromodorididae. De wetenschappelijke naam van de soort is voor het eerst geldig gepubliceerd in 1968 door Edmunds.